# Mozart-Stiftung
Die Mozart-Stiftung von 1838 zu Frankfurt am Main ist eine gemeinnützige Stiftung und geht auf eine Initiative des Frankfurter Liederkranz von 1828 e.V. zurück. Später kamen als Stifter die Frankfurter Kantorei und der Neeber-Schuler-Chor dazu.

## Ziele
Die Stiftung soll laut ihrer Verfassung folgende Zwecke erfüllen:
- Finanzielle  Unterstützung junger Stipendiaten bis zu 2 Jahren nach Abschluss ihres Kompositionsstudiums.
- Materielle Unterstützung von international anerkannten Komponisten, die nachweislich unverschuldet in Not geraten sind, das 60. Lebensjahr erreicht haben und als unbescholten gelten.
- Leistung finanzieller Beihilfe an ehemalige Stipendiaten zur Verbreitung ihrer Werke innerhalb von 3 Jahren auf Antrag, sofern sie selbst nachweislich dazu keine Mittel haben.[1]

## Geschichte
Am 12. Juni 1838 trat mit der Genehmigung der Verfassung zur Stiftung diese in Kraft. Zuvor hatte der Männerchor Gesellschaft Liederkranz ein Musikfest geplant, dessen Einnahmen die Grundlagen der Stiftung bilden sollten. Auch namhafte Komponisten wie etwa Franz Liszt oder Louis Spohr spendeten ihre Konzerteinnahmen diesem Zweck. Zu den Gründungsmitgliedern zählte unter anderem der Komponist Wilhelm Speyer.
Anfänglich betrug das Stipendium 400 Gulden, dann 1800 Goldmark und wurde auf je vier Jahre gewährt. Heute werden die Beträge individuell vergeben.

## Bisherige Stipendiaten (Auswahl)
Unter den Stipendiaten befinden sich einige bekannte Komponisten:
- Caspar Joseph Brambach
- Max Bruch
- Thuon Burtevitz
- Moritz Eggert
- Frank Gerhardt
- Engelbert Humperdinck
- Jan Kopp
- Adolf Weidig
- Arnold Krug
- Claus Kühnl
- Ludwig Thuille
- Fritz Steinbach
- Ernst Toch
- Paul Umlauft
- Hans-Jürgen von Bose
- Otfried Büsing